# 玻璃動畫
玻璃動畫（Paint-on-glass animation）是一門以慢乾型油彩在玻璃片上製作動畫的技術。或採用不透明水彩摻和甘油繪製。俄羅斯的亞歷山大·彼得罗夫是這門技術較著名的動畫師，曾藉此執導製作數部動畫，多得獎譽，其1999年短篇動畫作品《老人與海》是2000年第72屆奧斯卡最佳動畫短片獎得主。

## 動畫師與作品
- 亞歷山大·彼得罗夫 《老人與海（英语：The Old Man and the Sea (1999 film)）》（1999）2000年第72屆奧斯卡最佳動畫短片獎得主、2000年安錫國際動畫影展最佳動畫短片獎等等。
- 佐藤美代 《路人超能100》（2016）ED以玻璃動畫繪製，另見部分應用散見於正片的極小片段。[2][3]

## 外部連結
- Comments and tips from paint-on-glass animators （页面存档备份，存于）
- Animation in the Post-Industrial Era （页面存档备份，存于）
- Pascal Blais Studio - Aleksandr Petrov （页面存档备份，存于）